# Проста функція
Проста́ функція в математиці — вимірна функція, задана на деякому вимірному просторі множина значень якої скінченна.

## Визначення
Нехай {\displaystyle (X,{\mathcal {F}})} — вимірний простір. Нехай {\displaystyle A_{1},\ldots ,A_{n}\in {\mathcal {F}}}, де {\displaystyle n\in \mathbb {N} } — скінченна послідовність вимірних множин. Тоді вимірна функція {\displaystyle f:X\to \mathbb {R} (\mathbb {C} )} називається простою, якщо вона може бути записана у виді:
{\displaystyle f(x)=\sum _{i=1}^{n}a_{i}{\mathbf {1} }_{A_{i}}(x),x\in X},
де {\displaystyle a_{i}\in \mathbb {R} (\mathbb {C} ),\mathbf {1} _{A_{i}}} — індикатор множини {\displaystyle A_{i},i=1,\ldots ,n}. Тобто дана функція є лінійною комбінацією індикаторів множин. 

## Замітки
- Якщо {\displaystyle (X,{\mathcal {F}})\equiv (\Omega ,{\mathcal {F}})} — ймовірнісний простір, то проста функція називається простою випадковою величиною.
- Якщо {\displaystyle (X,{\mathcal {F}},\mu )} — простір з мірою, {\displaystyle f:X\to \mathbb {R} } проста, причому

{\displaystyle f(x)=\sum _{i=1}^{n}a_{i}{\mathbf {1} }_{A_{i}}(x),x\in X},
і
{\displaystyle \mu (A_{i})<\infty ,\forall i=1,\ldots ,n},
то {\displaystyle f} інтегровна за Лебегом, і
{\displaystyle \int \limits _{X}f\,d\mu =\sum \limits _{i=1}^{n}a_{i}\,\mu (A_{i})}.

## Властивості
- Сума, різниця і добуток двох простих функцій є простою функцією. Справді, якщо {\displaystyle f,g} — прості функції і {\displaystyle A_{1},\ldots ,A_{n}\in {\mathcal {F}}} і {\displaystyle B_{1},\ldots ,B_{m}\in {\mathcal {F}}} — відповідні їм множини з визначення простих функцій, то на всіх множинах {\displaystyle A_{i}\cap B_{j}\quad i\in \{1..n\},j\in \{1..m\}} функції {\displaystyle f\cdot g,f+g,f-g} є сталими. Оскільки очевидно кількість таких множин є скінченною то й дані функції мають скінченну кількість значень.

Також множення простої функції на скаляр дає просту функцію
Отже множина простих функцій визначених на деякому вимірному просторі утворює комутативну алгебру над полем дійсних (комплексних чисел).
- Наступна властивість використовується для визначення інтеграла Лебега:

Довільна невід'ємна вимірна функція {\displaystyle f\colon X\to \mathbb {R} ^{+}} є поточковою границею монотонної зростаючої послідовності невід'ємних простих функцій .
Справді нехай {\displaystyle f} — невід'ємна вимірна функція визначена на просторі
{\displaystyle (\Omega ,{\mathcal {F}},\mu )}. Для кожного {\displaystyle n\in \mathbb {N} }, область значень функції {\displaystyle f} розбиваємо на {\displaystyle 2^{2n}+1} інтервалів наступним способом. Нехай {\displaystyle {\mathbf {1} }_{n,k}=\left[{\frac {k-1}{2^{n}}},{\frac {k}{2^{n}}}\right)} для {\displaystyle k=1,2,\ldots ,2^{2n}} і {\displaystyle {\mathbf {1} }_{n,2^{2n}+1}=[2^{n},\infty ]}. Далі можна визначити вимірні множини {\displaystyle A_{n,k}=f^{-1}(I_{n,k})} для {\displaystyle k=1,2,\ldots ,2^{2n}+1}. Тоді зростаюча послідовність
{\displaystyle f_{n}=\sum _{k=1}^{2^{2n}+1}{\frac {k-1}{2^{n}}}{\mathbf {1} }_{A_{n,k}}} збігається до {\displaystyle f} при {\displaystyle n\to \infty }.
Коли {\displaystyle f} є обмеженою збіжність є рівномірною.
В загальному випадку довільну функцію можна записати у вигляді різниці {\displaystyle f=f^{+}-f^{-}}, де {\displaystyle f^{+}} — додатна, а {\displaystyle f^{-}} — модуль від'ємної частини функції. Оскільки {\displaystyle f^{+},f^{-}} — невід'ємні вимірні функції то подане вище твердження справджується для них і відповідно для функції {\displaystyle f} (очевидно тільки без монотонності).

## Приклад
- Нехай {\displaystyle (X,{\mathcal {F}},\mu )=(\mathbb {R} ,{\mathcal {B}}(\mathbb {R} ),m)}, де {\displaystyle {\mathcal {B}}(\mathbb {R} )} — борелівська сигма-алгебра на {\displaystyle \mathbb {R} }, а {\displaystyle m} — міра Лебега. Тоді функція

{\displaystyle f(x)=\left\{{\begin{matrix}1,&x>0\\0,&x=0\\-1,&x<0\end{matrix}}\right.,x\in \mathbb {R} }
проста, оскільки вона вимірна і приймає три різних значення.
- Функція Діріхле

{\displaystyle D(x)={\begin{cases}1,&x\in \mathbb {Q} \\0,&x\in \mathbb {R} \setminus \mathbb {Q} \end{cases}}}